# Ala Heiler
Alexander „Ala“ Heiler (* 13. Dezember 1953 in Stuttgart) ist ein deutscher Jazzmusiker mit Ausflügen in Rock ’n’ Roll und Schlager, zudem Unternehmer und Golf-Captain.

## Leben
Heiler studierte neben Holzblasinstrumenten auch Gesang und Schauspiel, arbeitete später als Dozent für Gesang und Saxophon an der Joe Haider Munich Jazz School sowie als Studiomusiker und für Produktionen von Max Greger, Hugo Strasser, Paul Kuhn und Erwin Lehn in Funk und Fernsehen.
1981 gründete er in München sein eigenes Saxophon- und Vokal-Institut. Neben der dortigen Dozententätigkeit arrangierte und synchronisierte er für TV-Serien wie Kir Royal, SOKO, Pinocchio und Kinofilme. In den 80er Jahren wechseln sich zahlreiche Auftragsarbeiten und Gastspiele in Funk, Fernsehen, Tonstudios ab, u. a. für und mit Sammy Drechsel, Dieter Hildebrandt, Werner Schneyder, Senta Berger, Helmut Dietl (Kir Royal), Caterina Valente, Ireen Sheer, Tommy Steiner und Roy Black. Live spielt Ala Heiler in den Bigbands von Max Greger, Hugo Strasser, James Last und der SFB Big Band von Paul Kuhn. Es gibt zahlreiche Koproduktionen mit Arrangeur Karel Svoboda in Prag. Tourneen als Frontmann mit der Band des Pianisten Götz Tangerding durch ganz Europa schließen sich an. Wegbegleiter und Lehrer sind u. a. Rudolf Roth, Christian Stock, Charles Walker, Chico Freeman, Leszek Zadlo, Dusko Goycovich, Lala Kovačev, Gianni Basso, Mladen Gutesha, Joe Haider, Frank St. Peter. 
1982 kam es zur Veröffentlichung der ersten Soloproduktion à la Ala - a voce in jazz auf Bhakti Records, im gleichen Jahr "Record Of The Year". 
1984 gründete Heiler im Auftrag und in Zusammenarbeit mit dem Produzententeam Ralph Siegel und Werner Schüler die Gruppe Wind, die 1985 und 1987 jeweils die deutsche Vorentscheidung für den Grand Prix De La Chanson (später: ESC) gewann. International belegte Wind beim Eurovision Song Contest zweimal den 2. Platz mit Für alle (Musik und Text: Hanne Haller) und Laß die Sonne in dein Herz. Mehrere Top-10-Hits, Trophäen wie "Hit des Jahres", "Goldene Stimmgabel", "Goldener Jupiter", Doppel-Platin in Schweden und Auftritte in großen TV-Shows von Rudi Carrell, Thomas Gottschalk, Wim Thoelke etc. folgten. Bis 1992 blieb er dem Eurovision Song Contest als Coach späterer Teilnehmer verbunden.
Nach der Wind-Phase gründete Heiler mit Deborah Yates eine europaweit agierende Übersetzungs- und Sprachdienstleistungsagentur mit Hauptsitz in Stuttgart. Dennoch machte er weiter Musik, jetzt wieder mit Fokus auf den Jazz, nahm CDs wie A Tribute to Sinatra auf und spielte Konzerte mit Peter Herbolzheimer, Joe Gallardo, Horst Jankowski und diversen Big Bands wie der Erwin Lehn Bigband und der Al Raymond Big Band, die u. a. bei den Vereidigungen mehrerer US-Präsidenten spielte.
Als Captain und Head of Delegation reiste Ala Heiler im Auftrag des Allgemeinen Deutschen Hochschulsportverbandes mit der Deutschen Uni-Golf-Nationalmannschaft im Jahr 2005 nach Thailand und 2006 nach Italien zu WM. Er spielte mit single Handicap für die Charitytruppe „Bogeys-BW“, betreute das Nachwuchstalent Max Futschek (dreimaliger Jugend-Clubmeister 2007/08/09), zudem auch Michael Resch (zweimaliger Deutscher Meister 2007/08 und Deutscher Vizemeister 2009 im Golf für Disabled Persons) und Florian Fleischmann (zweimaliger Deutscher Uni-Golfmeister 2004/06).
Bei der European Disabled Golfers Championship 2009 (Europameisterschaft der Golfer mit Behinderung) in Sotogrande/Spanien belegte die Deutsche A-Nationalmannschaft mit Coach Ala Heiler den 2. Platz Vizeeuropameister. Ala Heiler war Vize-Präsident des GC Neckartal e.V. Stuttgart/Kornwestheim und Vorstandsmitglied des BGC (Behinderten Golfclub Deutschland).

## Diskographie

### Mit Gruppe Wind

#### CDs
- 1985: Für alle
- 1985: Stürmische Zeiten
- 1987: Jeder hat ein Recht auf Liebe
- 1987: Laß die Sonne in dein Herz
- 1989: Alles klar

#### Erfolgstitel
- 1985: Für alle
- 1987: Laß die Sonne in dein Herz
- 1987: Jeder hat ein Recht auf Liebe
- 1989: Piña Colada

### Als Ala Heiler
- 1976: Live im Sudhaus
- 1980: The High Cats
- 1981: High Cats live mit Hugo Strasser
- 1982: à la Ala
- 1986: Kir Royal
- 1986: Biene Maja
- 1987: Der Glücksbärchi Film
- 1988: Bijoux Indiscrets
- 1991: Jazz & Swing 1 Erwin Lehn BigBand
- 1991: Jazz & Swing 2 Erwin Lehn BigBand
- 1994: à la Ala – a voice in Jazz
- 1995: Tribute to Sinatra [1]
- 1995: Live at Rogers Kiste [2]
- 1997: Radio Rio [3]
- 1997: Taschengeld – Die grauen Zellen
- 2000: Just for the Record [4]
- 2006: Treasure Chest
- 2006: Fore!
- 2007: Smoke – Groove on the Loungeside
- 2008: Changes [5]
- 2014: Jazzothek . Rogers Kiste

### Mit Jazzeel
- 2015: Ala Heiler meets Jazzeel

### Mit der Al Raymond Bigband
- 2011: Tribute to Sinatra